# Albert Lasker Award for Basic Medical Research
Nagroda im. Alberta Laskera w dziedzinie podstawowych badań medycznych (ang. The Albert Lasker Award for Basic Medical Research) – nagroda naukowa przyznawaną corocznie przez
amerykańską fundację Lasker Foundation za wybitne osiągnięcia w badaniach w medycznych dziedzinach podstawowych. Wraz z nagrodą Albert Lasker Award for Clinical Medical Research stanowi najwyższe wyróżnienie w USA za badania przyczyniające się do postępu w medycynie.

## Laureaci
- 1946 Carl Ferdinand Cori
- 1947 Oswald T. Avery, Thomas Francis Jr., Homer Smith
- 1948 Vincent du Vigneaud, Selman Waksman, René J. Dubos
- 1949 André Cournand, William S. Tillett, L.R. Christensen
- 1950 George Wells Beadle
- 1951 Karl F. Meyer
- 1952 sir Frank Macfarlane Burnet
- 1953 Hans A. Krebs, Michael Heidelberger, George Wald
- 1954 Edwin B. Astwood, John F. Enders, Albert Szent-Györgyi
- 1955 Karl Paul Link, Carl J. Wiggers
- 1956 Karl Meyer, Francis O. Schmitt
- 1957 Isaac Starr
- 1958 Peyton Rous, Theodore Puck, Alfred D. Hershey, Gerhard Schramm, Heinz Fraenkel-Conrat, Irvine H. Page
- 1959 Albert Coons, Jules Freund
- 1960 M.H.F. Wilkins, F.H.C. Crick, James D. Watson, James V. Neel, L.S. Penrose, Ernst Ruska, James Hillier
- 1962 Choh H. Li
- 1963 Lyman C. Craig
- 1964 Renato Dulbecco, Harry Rubin
- 1965 Robert W. Holley
- 1966 George Emil Palade
- 1967 Bernard B. Brodie
- 1968 Marshall W. Nirenberg, Har Gobind Khorana, William F. Windle
- 1969 Bruce Merrifield
- 1970 Earl W. Sutherland
- 1971 Seymour Benzer, Sydney Brenner, Charles Yanofsky
- 1972 Min Chiu Li, Roy Hertz, Denis Burkitt, Joseph H. Burchenal, V. Anomah Ngu, John L. Ziegler, Edmund Klein, Emil Frei III, Emil J. Freireich, James F. Holland, Donald Pinkel, Paul P. Carbone, Vincent T. DeVita, Jr., Eugene J. Van Scott, Isaac Djerassi, C. Gordon Zubrod[1]
- 1974 Ludwik Gross, Howard E. Skipper, Sol Spiegelman, Howard M. Temin
- 1975 Roger C.L. Guillemin, Andrew V. Schally, Frank J. Dixon, Henry G. Kunkel
- 1976 Rosalyn S. Yalow
- 1977 K. Sune D. Bergström, Bengt Samuelsson, John R. Vane
- 1978 Hans W. Kosterlitz, John Hughes, Solomon H. Snyder
- 1979 Walter Gilbert, Frederick Sanger, Roger Wolcott Sperry
- 1980 Paul Berg, Herbert W. Boyer, Stanley N. Cohen, A. Dale Kaiser
- 1981 Barbara McClintock
- 1982 J. Michael Bishop, Raymond L. Erikson, Hidesaburo Hanafusa, Harold E. Varmus, Robert C. Gallo
- 1983 Eric R. Kandel, Vernon B. Mountcastle
- 1984 Michael Potter, Georges J.F. Köhler, César Milstein
- 1985 Michael S. Brown, Joseph L. Goldstein
- 1986 Rita Levi-Montalcini, Stanley Cohen
- 1987 Leroy Hood, Philip Leder, Susumu Tonegawa
- 1988 Thomas R. Cech, Phillip A. Sharp
- 1989 Michael J. Berridge, Alfred G. Gilman, Edwin G. Krebs, Yasutomi Nishizuka
- 1991 Edward B. Lewis, Christiane Nüsslein-Volhard
- 1993 Günter Blobel
- 1994 Stanley B. Prusiner
- 1995 Peter C. Doherty, Jack L. Strominger, Emil R. Unanue, Don C. Wiley, Rolf M. Zinkernagel
- 1996 Robert F. Furchgott, Ferid Murad
- 1997 Mark S. Ptashne
- 1998 Leland H. Hartwell, Yoshio Masui, Paul Nurse
- 1999 Clay Armstrong, Bertil Hille, Roderick MacKinnon
- 2000 Aaron Ciechanower, Awram Herszko, Alexander Varshavsky
- 2001 Mario Capecchi, Martin Evans, Oliver Smithies
- 2002 James E. Rothman, Randy W. Schekman
- 2003 Robert G. Roeder
- 2004 Pierre Chambon, Ronald M. Evans, Elwood V. Jensen
- 2005 Ernest McCulloch, James Till
- 2006 Elizabeth Blackburn, Carol W. Greider, Jack Szostak
- 2007 Ralph M. Steinman
- 2008 Victor R. Ambros, David C. Baulcombe, Gary B. Ruvkun
- 2009 John Gurdon, Shin’ya Yamanaka[2]
- 2010 Douglas L. Coleman, Jeffrey M. Friedman
- 2011 Franz-Ulrich Hartl, Arthur L. Horwich
- 2012 Michael Sheetz, James Spudich, Ronald Vale
- 2013 Richard H. Scheller, Thomas C. Südhof[3]
- 2014 Kazutoshi Mori, Peter Walter[4]
- 2015 Stephen J. Elledge, Evelyn M. Witkin[5]
- 2016 William Kaelin Jr., Peter J. Ratcliffe, Gregg L. Semenza[6]
- 2017 Michael N. Hall[7]
- 2018 C. David Allis i Michael Grunstein[8]
- 2019 Max D. Cooper i Jacques Miller[9]
- 2020 nie przyznano
- 2021 Karl Deisseroth, Peter Hegemann, Dieter Oesterhelt[10]